# Scudo (costellazione)
Lo Scudo (in latino Scutum, abbreviato in Sct) è una delle 88 costellazioni moderne. Nota anche come Scutum Sobiescii, dal nome del re ed eroe polacco Jan Sobieski, fu introdotta nel 1690 da Johannes Hevelius; è una delle poche costellazioni ad essere associata ad un personaggio storico, assieme alla Chioma di Berenice.

## Caratteristiche

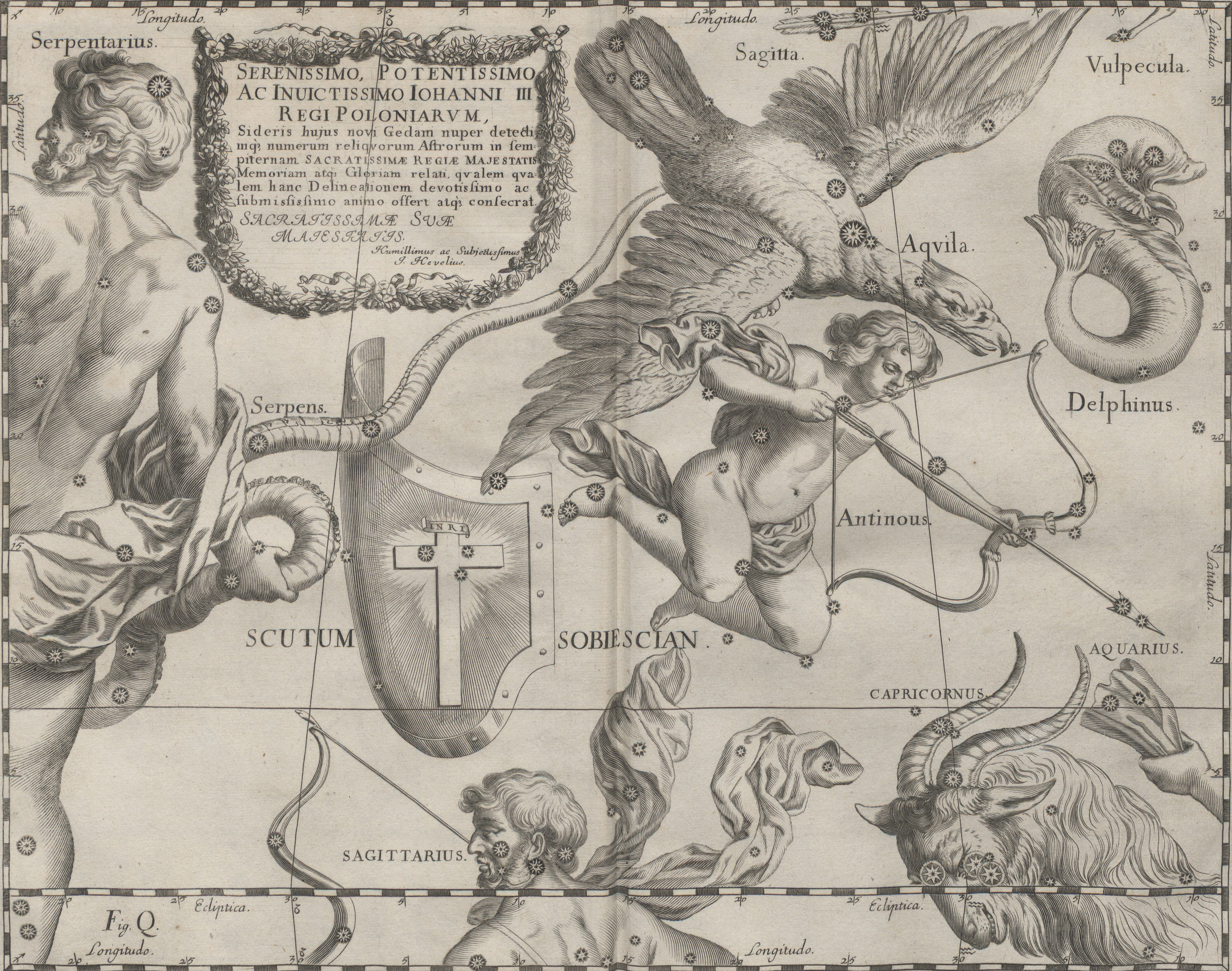
Lo Scudo rappresentato da Johannes Hevelius.

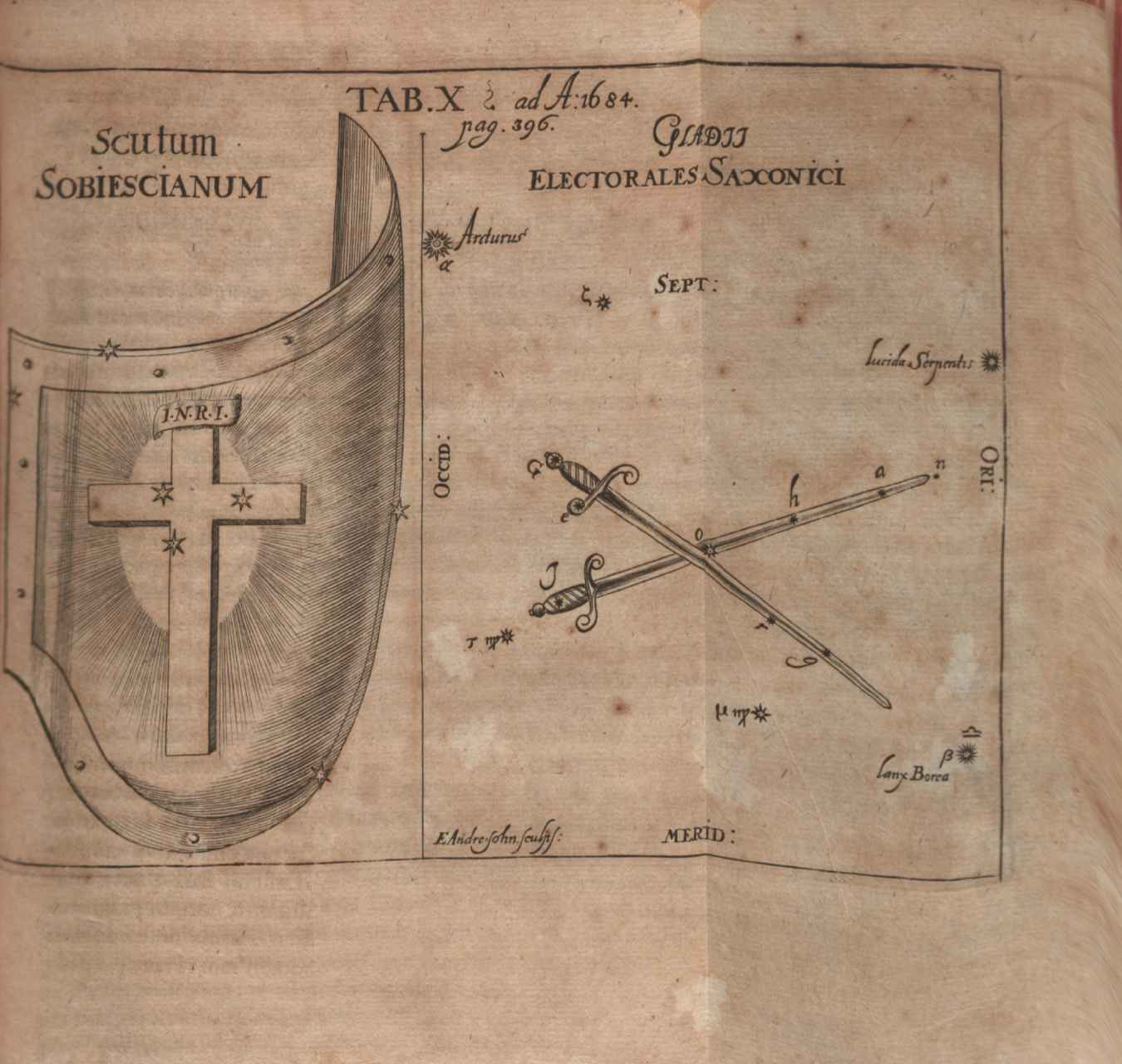
Illustrazione dello Scutum Sobiescianum negli Acta Eruditorum, 1684

Lo Scudo è una costellazione difficile da individuare, sia perché non contiene stelle luminose: la α Scuti, la più brillante, è infatti solo di magnitudine 4; inoltre appare immersa profondamente nella Via Lattea, che la  "oscura" ulteriormente; la sua caratteristica più evidente infatti è la Nube dello Scudo, un grande addensamento di stelle che appare in una notte sufficientemente buia come una grande macchia chiara, circondata specialmente nel lato meridionale da grandi bande oscure. Un semplice binocolo consente di osservare dei campi stellari particolarmente ricchi, specialmente nella zona più settentrionale.
Dall'emisfero boreale si osserva con facilità nelle notti d'estate, mostrandosi relativamente alta sull'orizzonte meridionale a nord del Sagittario e a sudovest dell'Aquila; la Nube dello Scudo è una caratteristica dominante nelle notti più limpide. Dall'emisfero australe è invece tipica delle notti invernali.

### Stelle principali
- α Scuti è la più brillante; si tratta di una gigante arancione di magnitudine 3,85, distante 174 anni luce.
- β Scuti è una gigante gialla di magnitudine 4,22, distante 689 anni luce.

Fra le altre stelle spicca la δ Scuti, prototipo di una classe di variabili da cui prende il nome.

### Stelle doppie
Le stelle doppie della costellazione sono piuttosto deboli, dunque spesso fuori dalla portata di piccoli strumenti.
L'unica relativamente semplice è la HD 170740, le cui componenti, una di quinta e una di nona grandezza, sono separate da 12'.
| Principali stelle doppie |                                          |                                          |             |             |                                 |         |
| Nome                     | Coordinate equatoriali all'epoca J2000.0 | Coordinate equatoriali all'epoca J2000.0 | Magnitudine | Magnitudine | Separazione (in secondi d'arco) | Colore  |
| Nome                     | AR                                       | Dec                                      | A           | B           | Separazione (in secondi d'arco) | Colore  |
| HD 170740                | 18h 31m 26s                              | -10° 47′ 45″                             | 5,8         | 9,3         | 12,4                            | azz + b |
| HD 169392                | 18h 24m 43s                              | -06° 36′ 14″                             | 7,2         | 9           | 5,9                             | g + b   |

### Stelle variabili
Nello Scudo sono note moltissime stelle variabili, ma la massima parte di queste non sono osservabili con piccoli strumenti; alcune hanno rivestito grande importanza negli studi astronomici.
La più conosciuta della costellazione è la δ Scuti, il prototipo di una classe di variabili pulsanti note come variabili Delta Scuti: esse mostrano variazioni dell'ordine di pochi decimi di magnitudine in poche ore.
Una variabile molto facile da osservare è la R Scuti, una variabile semiregolare, che in quasi cinque mesi oscilla fra la quarta e l'ottava magnitudine; quando è al massimo è perfettamente visibile anche ad occhio nudo.
| Principali stelle variabili |                                          |                                          |             |             |                  |                                  |
| Nome                        | Coordinate equatoriali all'epoca J2000.0 | Coordinate equatoriali all'epoca J2000.0 | Magnitudine | Magnitudine | Periodo (giorni) | Tipo                             |
| Nome                        | AR                                       | Dec                                      | Max.        | Min.        | Periodo (giorni) | Tipo                             |
| R Scuti                     | 18h 47m 29s                              | -05° 42′ 19″                             | 4,2         | 8,2         | 146,5            | Semiregolare                     |
| RZ Scuti                    | 18h 26m 34s                              | -09° 12′ 06″                             | 7,7         | 8,9         | 7,0329           | Eclisse                          |
| V430 Scuti                  | 18h 25m 15s                              | -13° 58′ 42″                             | 6,50        | 6,64        | -                | Irregolare                       |
| V453 Scuti                  | 18h 42m 18s                              | -07° 20′ 14″                             | 6,84        | 7,01        | -                | Irregolare                       |
| δ Scuti                     | 18h 42m 16s                              | -09° 03′ 09″                             | 4,60        | 4,79        | 0,1938           | Pulsante (Prototipo Delta Scuti) |

## Oggetti del profondo cielo

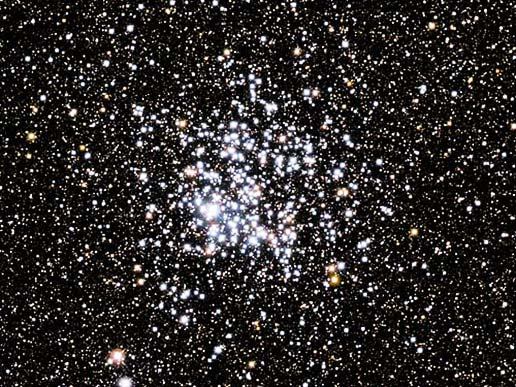
M11, un ricco ammasso aperto.

Questa costellazione giace sulla Via Lattea, la quale la attraversa da nord-est a sud-ovest; nella parte settentrionale è presente un grande addensamento luminoso, un'area della Via Lattea non oscurato da polveri interstellari, che come già visto prende il nome di Nube Stellare dello Scudo: con un telescopio questa regione appare molto densa di stelle e attraversata da sottili venature scure di forma irregolare, specialmente verso nord e verso sudovest.
Tra gli oggetti interessanti situati all'interno di questa costellazione si segnala M11, l'Ammasso dell'Anitra Selvatica, situato proprio nel mezzo della nube; un altro oggetto catalogato dal Messier è M26, localizzabile 3 gradi più a sud. Entrambi sono facilmente individuabili con un binocolo.
La parte ovest dello Scudo è fortemente oscurata dalle polveri galattiche e non è presente nessun oggetto alla portata di strumenti amatoriali. Un gran numero di nebulose oscure si sovrappongono fra loro anche in direzione sud e nella parte centrale della costellazione.
| Principali oggetti non stellari |                                          |                                          |                   |             |                                        |                               |
| Nome                            | Coordinate equatoriali all'epoca J2000.0 | Coordinate equatoriali all'epoca J2000.0 | Tipo              | Magnitudine | Dimensioni apparenti (in primi d'arco) | Nome proprio                  |
| Nome                            | AR                                       | Dec                                      | Tipo              | Magnitudine | Dimensioni apparenti (in primi d'arco) | Nome proprio                  |
| NGC 6664                        | 18h 36m :                                | -08° 13′ :                               | Ammasso aperto    | 7,8         | 16                                     |                               |
| M26                             | 18h 45m :                                | -09° 24′ :                               | Ammasso aperto    | 8,0         | 15                                     |                               |
| M11                             | 18h 51m :                                | -06° 16′ :                               | Ammasso aperto    | 6,3         | 14                                     | Ammasso dell'Anitra Selvatica |
| NGC 6712                        | 18h 53m :                                | -08° 42′ :                               | Ammasso globulare | 8,2         | 4,1                                    |                               |